# Alice (äpple)
Den här artikeln handlar om äppelsorten Alice. För fler betydelser, se Alice (olika betydelser).

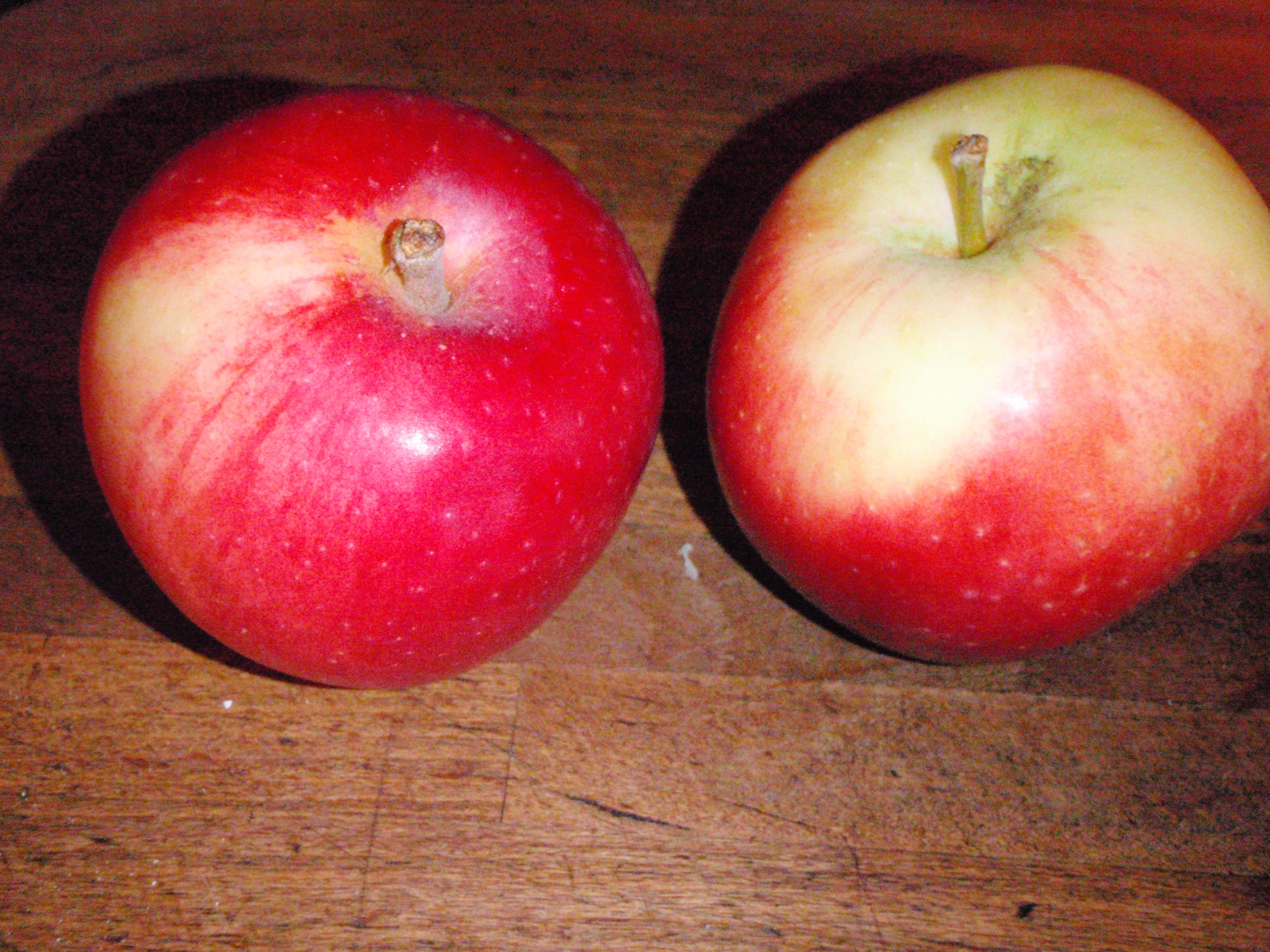
Två äpplen av sorten Alice.

Alice är en svensk äppelsort, som på 1960-talet togs fram vid Balsgårds växtförädlingsanstalt genom en korsning av Ingrid Marie. Alice finns i marknaden augusti–oktober.
Uppkallad efter Alice Wallenberg. Odlas i zon 1-4
Sorten bär frukt tidigt och rikt, men har kort hållbarhet. Medelskördetid vid Alnarp(zon 1) 5 september. Frukten är medelstor, mognar till gul eller röd. Fruktköttet är vitt och äpplet har en syrlig och god smak. Halvöppet lökformigt kärnhus. I Sverige odlas Alice gynnsammast i zon I-V. Alice har s-generna S3 S5.